# Alliance nationaliste unie
L’Alliance nationaliste unie (United Nationalist Alliance, abrégé en UNA) est un parti politique philippin. Créée en 2012, l’UNA est d'abord une coalition politique menée par deux partis, le PMP et le PDP-Laban. Puis, à partir de 2015, l’UNA devient un parti à part entière sous l’égide de Jejomar Binay, alors dans le but de se présenter à l’élection présidentielle de 2016.

## Historique
L’UNA est d'abord fondée en 2012 sous la forme d’une coalition politique menée par le PMP et le PDP-Laban pour les élections générales de 2013. Ces deux partis avaient déjà été alliés par le passé, notamment au sein des coalitions Genuine Opposition en 2007 et Koalisyon ng Nagkakaisang Pilipino en 2004. La coalition perd toutefois tant les élections à la chambre basse que celles à la chambre haute. En mars 2014, Jejomar Binay, vice-président de la République et membre du PDP-Laban, annonce vouloir quitter son parti ; en conséquence, le PDP-Laban décide de rompre avec l’UNA.
Fin 2014, Binay annonce vouloir transformer l’UNA en un parti politique pour mener sa candidature à l’élection présidentielle de 2016. Le parti est officiellement intronisé le premier juillet 2015. Joseph Estrada, ancien président de la République et une des principales figures de la coalition, annonce son retrait de l’UNA le lendemain. Binay est crédité au début de la campagne de quelques bons sondages, mais il termine finalement 4e de l'élection avec 12,73 % des suffrages exprimés.

## Résultats électoraux

### Président
| Élection | Candidat      | Nombre de voix | Pourcentage de voix | Résultat |
| -------- | ------------- | -------------- | ------------------- | -------- |
| 2016     | Jejomar Binay | 5 416 140      | 12,73 %             | Perdu    |

### Vice-président
| Élection | Candidat         | Nombre de voix | Pourcentage de voix | Résultat |
| -------- | ---------------- | -------------- | ------------------- | -------- |
| 2016     | Gregorio Honasan | 788 881        | 1,92 %              | Perdu    |

### Sénat
| 2013 | 91 800 946 | 30,84 % | 3 / 12 | 5 / 24 | Coalition perdante |      |            |        |        |        |       |
| 2016 | 2 468 335  | 7,64 %  | 1 / 12 | 4 / 24 | -                  | 2019 | 14 974 776 | 4,14 % | 0 / 12 | 1 / 24 | Perdu |

### Chambre des représentants
| 2013 | 3 140 381 | 9,31 % | 8 / 292  | Coalition perdante |      |         |        |          |       |
| 2016 | 2 468 335 | 6,62 % | 11 / 297 | -                  | 2019 | 232 657 | 0,57 % | 11 / 304 | Perdu |